# Born to Die (пісня)
«Born to Die»  — пісня американської співачки і авторки пісень Лани Дель Рей, опублікована в дебютному однойменному студійному альбомі. Пісня була випущена 30 грудня 2011 року на Interscope Records. У музичному плані «Born to Die» — це поп та тріп-хоп балада про приречені стосунки. Критики відзначили, що в пісні є апокаліптичні тексти та струни, схожі на композиції Джона Баррі. Сучасні критики схвалили його неоднозначно або позитивно, а також назвали сингл таким же захопливим, як і попередній («Video Games»).  
Музичне відео було зняте Йоанном Лемуаном (також відомим як Woodkid). В ньому Дель Рей зображена у нестабільних стосунках зі своїм хлопцем, якого грає модель Бредлі Суало. 
На UK Music Video Awards 2012 пісня виграла нагороду "Найкраще поп міжнародне відео", випередивши інші пісні Лани Дель Рей, що також були номіновані («Blue Jeans» та «National Anthem»). Критичні відгуки про кліп були в цілому позитивними. Відео набрало понад 500 мільйонів переглядів на YouTube.
Пісня була використана як саундтрек у трейлері німецького фільму 2012 року під назвою «Вимірювання світу» (нім. «Die Vermessung der Welt»).

## Композиція
«Born to Die» була написана Дель Рей і Джастіном Паркером, а продюсером став Еміль Хейні. Це поп та тріп-хоп балада, а в інструментальній частині присутні хіп-хоп біти.
У оригінальній неопублікованій версії пісні Дель Рей співала «Let me fuck you hard in the proliving rain» замість «Let me kiss you hard in the proliving rain»; цю версію співачка виконує на більшості своїх концертів.
Лора Снейпс з NME порівняла мелодію з стилем Джона Баррі і з партитурами фільму «Звіяні вітром» (1939). 

## Музичне відео

### Створення
Музичний кліп на «Born to Die» був оснований на концепції, створеній Ланою, а його режисером став Йоанн Лемуан, який раніше працював з Кеті Перрі над «Teenage Dream» (2010) і з Тейлор Свіфт над «Back to December» (2010). На відміну від попередніх музичних кліпів співачки, «Born to Die» мав значно більший бюджет, а знімання проходили у палаці Фонтенбло у Франції. 14 грудня 2011 року музичне відео злилося в Інтернет перед офіційним релізом. За цим на сторінці співачки у Facebook оприлюднили заяву, в якій говорилося:
|  | Загалом я малослівна, але скажу, що це відео — найкрасивіше, що я коли-небудь робила. Сподіваюся, вам сподобається – це не той час, коли я хотіла показати вам кліп, але зараз я в Пекіні без доступу до соціальних мереж, а відео було злито з території Росії |

Бредлі Суало грає бойфренда Дель Рей у відео. Він отримав роль, коли Армен Джерраян сфотографував його для інтерв'ю The Wild. Джерраян знав режисера кліпу Лемуана і організував знайомство. Бредлі Суало не зустрічався з співачкою до дня знімання кліпу. Згадуючи цей досвід, він назвав продюсерську команду приємними колегами. Про свою роль він розповів MTV:
|  | У відео я граю її хлопця. Ви можете побачити дві сторони стосунків, де спочатку я цілую її, а потім направляю пістолет. Ось що це таке. Це такі жахливі стосунки, але жоден з них не хоче розлучатися. Тому, коли вона в машині, й витирає скло, то виглядає неймовірно сумною, віддаленою, замисленою. Але я все ще намагаюся привернути її увагу. |

### Сюжет
Відео починається з того, що Дель Рей стоїть топлес в обіймах татуйованого чоловіка, якого грає модель Бредлі Суало, на тлі американського прапора. Насправді це анімована версія єдиної обкладинки синглу. Далі показано кадри, на яких співачка залишає свій будинок і приєднується до свого хлопця в довгу поїздку на машині. Увійшовши в машину, вони почали разом палити марихуану та розважатися перед подорожжю. У дорозі виявляється, що стосунки пари нестабільні, оскільки Дель Рей змушена цілувати свого хлопця, висловлюючи сум. Поїздка переривається сценами проживання пари в розкішному готелі, де вони лежать на ліжку, а в один момент хлопець зловісно бере Лану за горло. Далі відбувається автомобільна аварія. Чоловік несе закривавлений труп співачки, а за ними горить вогонь. Крім того, в відео з'являються сцени, зняті в палаці Фонтенбло, де Дель Рей сидить на троні з тиграми.

## Видання
- Вінілова платівка

1. «Born to Die»
2. «Born to Die» (Woodkid & the Shoes Remix)

- CD сингл

1. «Born to Die (Album Version)» — 4:46
2. «Video Games (Rainer Weichhold & Nick Olivetti Radio Edit)» — 3:50

- Британський промо CD

1. «Born to Die» (single mix) — 4:09
2. «Born to Die» (album version) — 4:47
3. «Born to Die» (instrumental) — 4:48

- The Remix EP

1. «Born to Die (Album Version)» — 4:49
2. «Born to Die (PDP / 13 Remix)» — 6:24
3. «Born to Die (Woodkid & The Shoes Remix)» — 4:03
4. «Born to Die (Parrade Remix)» — 5:47
5. «Born to Die (Chad Valley Remix)» — 3:46
6. «Video Games (Rainer Weichhold & Nick Olivetti Remix)» — 7:43

- Промо CD Single

1. «Born to Die (Damon Albarn Remix)»
2. «Blue Jeans (Penguin Prison Remix)»

- Промо CD Single 2

1. «Born to Die (PDP/13 Remix)»
2. «Blue Jeans (Penguin Prison Remix)»